# Meat Puppets
Meat Puppets (o The Meat Puppets) es una banda de hardcore punk, rock alternativo y folk independiente estadounidense formada en Phoenix (Arizona, EEUU.) en 1980 y que influyó en bandas del movimiento grunge de los años 90. La banda ganó relevancia de nuevo en esa década cuando uno de sus seguidores, el líder del grupo de grunge Nirvana, Kurt Cobain, los invitó al acústico de la banda en MTV Unplugged para versionar tres de sus canciones.
La formación original del grupo consistió en un trío integrado por los hermanos Curt (guitarra, voz) y Cris Kirkwood (bajo), junto a Derrick Bostrom (batería). Uno de los grupos más destacados de la escudería de SST Records (que publicó la mayoría de sus álbumes), los Meat Puppets comenzaron como un grupo de punk y hardcore punk, pero, como gran parte de sus colegas de SST, establecieron su estilo propio, mezclando el punk con la música country y el rock psicodélico con la voz chirriante de Curt. Posteriormente, los Meat Puppets obtuvieron bastante publicidad al invitarse a los hermanos Kirkwood como intérpretes en MTV Unplugged In New York de Nirvana (1993). El álbum de 1994, Too High to Die, se convirtió a raíz de ello en su lanzamiento más exitoso. La banda se disolvió dos veces, en 1996 y 2002, pero se reunió de nuevo en 2006. Desde entonces han lanzado cinco álbumes.
The Meat Puppets ha influenciado a diversos grupos de rock alternativo, como Dinosaur Jr, Nirvana, Pavement y Soundgarden. Sus álbumes Meat Puppets II y Up on the Sun fueron incluidos en la lista "Los 100 mejores álbumes de la década de 1980" de la revista Pitchfork. Lou Barlow ha dicho que "Meat Puppets es la banda más influyente tanto en Dinosaur Jr. como en Sebadoh. Me pateo por no enfatizar esto lo suficiente". J Mascis también señaló "al principio, la gente pensó que éramos un mal plagio de Meat Puppets".

## Historia
Los hermanos Curt y Cris Kirwood conocieron a Derrick Bostrom en la Brophy Prep High School de Phoenix. Se mudaron a Tempe, un suburbio de Phoenix y sede de la Arizona State University. Allí, los hermanos Kirkwood compraron dos casas adosadas, una de las cuales tenía un cobertizo en la parte trasera que emplearon como lugar de ensayos. La misma casa sería años más tarde escena de dos tragedias, cuando la madre de los hermanos Kirkwood muriera en diciembre de 1996 y cuando Tardif, esposa de Cris, falleciera a causa de una sobredosis en 1998.
Inmersos en el hardcore punk, el primer EP de Meat Puppets, In A Car, atrajo la atención de Joe Carducci de SST Records. Carducci sugirió que firmasen con el sello, con el que lanzaron su álbum debut Meat Puppets en 1982. Para el lanzamiento de Meat Puppets II en 1984, los miembros de la banda "estaban tan hartos del tal hardcore", según Bostrom. En él, la banda experimentó con el rock psicodélico y sonidos country y western, sin dejar de conservar su influencia punk. El álbum contiene algunas de las canciones más conocidas de la banda, como "Lake of Fire" y "Plateau". Meat Puppets II convirtió a la banda en una líder en SST Records, y junto con Violent Femmes, The Gun Club y otras, ayudaron a establecer el género "cowpunk".
Fue seguido por Up on the Sun de 1985. El sonido psicodélico del álbum estaba influido por folk-rock de grupos como The Byrds, manteniendo influencias hardcore en cuanto la duración de las canciones y tempos. El próximo álbum de la banda, Mirage, fue lanzado el año siguiente e incluyó el uso de sintetizadores y cajas de ritmos, y como tal fue considerado el álbum con su sonido más pulido hasta la fecha. Su siguiente álbum, Huevos inspirado en el rock clásico, salió menos de seis meses después, a fines del verano de 1987. En marcado contraste con su predecesor, Huevos se grabó de una manera más rápida y cálida, y se incluyeron muchas primeras tomas. Monsters se lanzó en 1989, presentando elementos como jams extendidos e influencias del heavy metal.
El trío lanzó su primer álbum en una disquera no independiente, Forbidden Places, en 1990, sin embargo, alcanzaron el éxito comercial tras aparecer en interpretaciones acústicas de "Plateau", "Oh Me" y "Lake of Fire", cantadas por Kurt Cobain en el álbum de 1993 de Nirvana MTV Unplugged in New York. Siguiendo esto, su próximo álbum Too High To Die de 1994 fue producido por el guitarrista de Butthole Surfers Paul Leary. El álbum contó con "Backwater", su sencillo más exitoso, que alcanzó el puesto 47 en el Billboard Hot 100. El álbum presentó un estilo de rock alternativo más convencional, con momentos ocasionales de pop, country y neopsicodelia. Too High To Die le valió a la banda un disco de oro. Los hermanos Kirkwood pasaron por problemas de adicción a las drogas durante el lanzamiento de No Joke! de 1995 y la banda hizo una pausa.
El 24 de marzo de 2006, Curt Kirkwood encuestó a los fanáticos en su página de MySpace con un boletín que preguntaba a sus fanáticos sobre una posible reunión. La banda se reformó con los hermanos Kirkwood y el baterista Ted Marcus. Han lanzado los discos Rise to Your Knees, Sewn Together, Lollipop, Rat Farm y el más reciente Dusty Notes, lanzado en 2019.

## Miembros
Miembros actuales
- Curt Kirkwood - voz principal, guitarra (1980-1996, 1999-2002, 2006-presente)
- Cris Kirkwood - bajo, coros (1980-1996, 2006-presente)
- Derrick Bostrom - batería (1980-1996, 2018-presente)
- Elmo Kirkwood - guitarra (2018-presente) (miembro de gira 2011-2017)
- Ron Stabinsky - teclados (2018-presente) (miembro de gira 2017)

Miembros anteriores
- Shandon Sahm - batería (1999-2002, 2009-2018)
- Andrew Duplantis - bajo (1999-2002)
- Kyle Ellison - guitarra (1999-2002)
- Ted Marcus - batería (2006-2009)

## Discografía

### Álbumes de estudio
- Meat Puppets (1982)
- Meat Puppets II (1984)
- Up on the Sun (1985)
- Mirage (1987)
- Huevos (1987)
- Monsters (1989)
- Forbidden Places (1991)
- Too High to Die (1994)
- No Joke! (1995)
- Golden Lies (2000)
- Rise to Your Knees (2007)
- Sewn Together (2009)
- Lollipop (2011)
- Rat Farm (2013)
- Dusty Notes (2019)

### EPs
- In a Car (1981)
- Out My Way (1986)
- Raw Meat (1994)
- You Love Me (1999)

### Compilaciones y álbumes en vivo
- No Strings Attached (1990)
- Live In Montana (1999)
- Meat Puppets 8 (1999)
- Live (2002)
- Classic Puppets (2004)
- Rare Meat (2005)

### Apariciones en bandas sonoras y compilaciones de artistas
- «Hair» en el LP Monitor de Monitor (World Imitation, 4/81)
- «H-Elenore» en el LP recopilatorio Keats rides a Harley (Happy Squid, 1981)
- «Unpleasant» en el LP recopilatorio Amuck (Placebo PLA 103, 1983)
- «I Just Want to Make Love to You» en el LP recopilatorio Blasting Concept Vol. II (SST 043, 1986)